# Sollevamento pesi ai Giochi della XXX Olimpiade - 77 kg maschile
Le gare di sollevamento pesi della categoria fino a 77 kg dei giochi olimpici di Londra 2012 si sono svolte il 1º agosto 2012 presso l'ExCeL Exhibition Centre.
Il sollevatore armeno Tigran Martirosyan si è ritirato dalla gara per un infortunio alla schiena occorso in fase di riscaldamento. L'albanese Hysen Pulaku è stato espulso dai Giochi dopo essere risultato positivo allo steroide stanozololo.

## Programma
Tutti gli orari sono British Summer Time (UTC+1)
| Data                      | Ora   | Gruppo   |
| ------------------------- | ----- | -------- |
| Mercoledì, 1º agosto 2012 | 10:00 | Gruppo A |
| Mercoledì, 1º agosto 2012 | 19:00 | Gruppo B |

## Record
Prima della competizione, i record olimpici e mondiali erano i seguenti:
| Record mondiale | Strappo | Lu Xiaojun Cina         | 174 kg | 24 novembre 2009 Goyang, Corea del Sud |
| Record mondiale | Slancio | Oleg Perepečënov Russia | 210 kg | 27 aprile 2001 Trenčín, Slovacchia     |
| Record mondiale | Totale  | Lu Xiaojun Cina         | 378 kg | 24 novembre 2009 Goyang, Corea del Sud |
| Record olimpico | Strappo | Taner Sağır Turchia     | 172 kg | 19 agosto 2004 Atene, Grecia           |
| Record olimpico | Slancio | Zhan Xugang Cina        | 207 kg | 22 settembre 2000 Sydney, Australia    |
| Record olimpico | Totale  | Taner Sağır Turchia     | 375 kg | 19 agosto 2004 Atene, Grecia           |

Durante la competizione sono stati battuti i seguenti record:
| Record                            | Evento  | Atleta          | Valore | Data      |
| --------------------------------- | ------- | --------------- | ------ | --------- |
| Record mondiale · Record olimpico | Strappo | Lu Xiaojun Cina | 175 kg | 1º agosto |
| Record mondiale · Record olimpico | Totale  | Lu Xiaojun Cina | 379 kg | 1º agosto |

## Risultati
| Pos. | Atleta                      | Gruppo | Peso  | Strappo (kg) | Strappo (kg) | Strappo (kg) | Strappo (kg) | Slancio (kg) | Slancio (kg) | Slancio (kg) | Slancio (kg) | Totale |
| Pos. | Atleta                      | Gruppo | Peso  | 1            | 2            | 3            | Risultato    | 1            | 2            | 3            | Risultato    | Totale |
| ---- | --------------------------- | ------ | ----- | ------------ | ------------ | ------------ | ------------ | ------------ | ------------ | ------------ | ------------ | ------ |
|      | Lü Xiaojun (CHN)            | A      | 76,62 | 170          | 175          | 177          | 175          | 195          | 204          | 204          | 204          | 379    |
|      | Lu Haojie (CHN)             | A      | 76,37 | 170          | 175          | —            | 170          | 190          | 191          | —            | 190          | 360    |
|      | Iván Cambar Rodriguez (CUB) | A      | 76,70 | 150          | 155          | 160          | 155          | 190          | 194          | —            | 194          | 349    |
| 4    | Chatuphum Chinnawong (THA)  | A      | 76,64 | 157          | 161          | 162          | 157          | 191          | 195          | 195          | 191          | 348    |
| 5    | Ibrahim Ramadan (EGY)       | A      | 76,79 | 150          | 155          | 155          | 155          | 192          | 192          | 197          | 192          | 347    |
| 6    | Andrés Mata (ESP)           | B      | 76,93 | 145          | 150          | 153          | 150          | 183          | 188          | 190          | 188          | 338    |
| 7    | Krzysztof Zwarycz (POL)     | A      | 76,97 | 150          | 153          | 154          | 150          | 182          | 182          | 189          | 182          | 332    |
| 8    | Felix Ekpo (NGR)            | B      | 76,23 | 146          | 151          | 151          | 151          | 180          | 188          | 188          | 180          | 331    |
| 9    | Kirill Pavlov (KAZ)         | B      | 76,77 | 138          | 143          | 147          | 147          | 165          | 175          | 175          | 175          | 322    |
| 10   | Jack Oliver (GBR)           | B      | 76,45 | 135          | 135          | 140          | 140          | 160          | 165          | 170          | 170          | 310    |
| 11   | Toafitu Perive (SAM)        | B      | 75,95 | 117          | 122          | 125          | 122          | 157          | 163          | 167          | 167          | 289    |
| —    | Sa Jae-Hyouk (KOR)          | A      | 76,56 | 158          | 162*         | —            | 158          | —            | —            | —            | —            | —      |

*: Sa Jae-Hyouk si ritira dopo aver dislocato il gomito durante il secondo tentativo allo strappo.